# Kumari

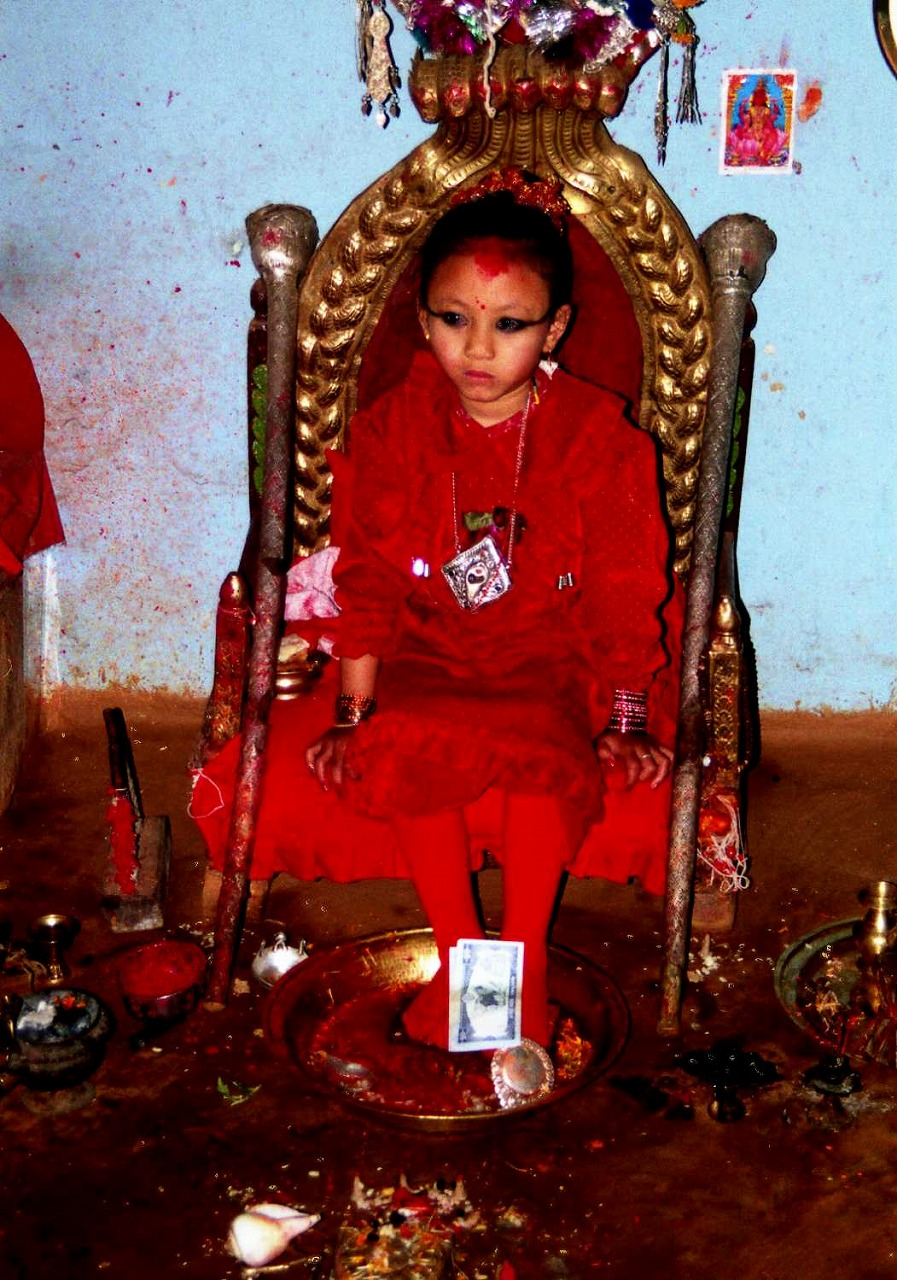

Kumari, ou Kumari Devi é o título concedido no Nepal às moças consideradas aspectos vivos de Durga, conhecida localmente pelo nome de Taleju. Literalmente, Kumari significa virgem em nepalês.  Tradicionalmente existem simultaneamente três Kumaris no Nepal, radicadas nas cidades de Patan, Bhaktapur e Katmandu .
Uma Kumari é uma menina pré-púbere, selecionada no clã Shakya, portanto supostamente uma parente distante do Buda Shakyamuni, e pertencente à comunidade Nepalesa de Newari. A Kumari é venerada e idolatrada por alguns hinduístas do país e por budistas nepaleses, mas não por budistas tibetanos .
O título de Kumari é temporário; quando menstrua pela primeira vez, ou perde sangue em um acidente ou adquire certas doenças , a Kumari precisa renunciar formalmente ao título mediante cerimônias próprias que abrem caminho para a escolha de sua sucessora.
Em anos recentes, a controvérsia sobre o papel de Kumari tem aumentado, e não é mais tão fácil para as autoridades nepalesas recrutar candidatas entre as famílias Shakya .

## Kumaris de Katmandu
A Kumari de Katmandu atual é Matani Shakya, escolhida em 2008, quando tinha três anos de idade .  Assim como suas antecessoras, Matina Shakya é considerada a expressão viva de Taleju (Durga) até o momento de sua primeira menstruação, quando começa o processo de perder o título para que outra Kumari seja escolhida em seu lugar.  As Kumaris de Katmandu vivem no prédio conhecido como Kumari Ghar .

### Relação das Kumaris de Katmandu
| Nome                 | Origem       | Anos como Kumari | Estado Marital             |
| Hira Maiya Shakya    | Wotu         | 1922-1923        | Casada, sem filhos         |
| Chini Shova Shakya*  | Lagan        | 1923-1931        | Casada, 2 filhas           |
| Chandra Devi Shakya* | Asonchuka    | 1931-1933        | Casada, 2 filhas           |
| Dil Kumari Shakya    | Lagan        | 1933-1942        | Casada, 3 filhos, 1 filha  |
| Nani Shova Shakya    | Ombahal      | 1942-1949        | Casada, 4 filhos, 2 filhas |
| Kayo Mayju Shakya*   | Kwahiti      | 1949-1955        | Casada, 1 filho, 1 filha   |
| Harsha Laxmi Shakya  | Naghal       | 1955-1961        | Casada, 2 filhos           |
| Nani Mayju Shakya    | Naghal       | 1961-1969        | Casada, 1 filho, 2 filhas  |
| Sunina Shakya        | Ombahal      | 1969-1978        | Casada, 1 filho, 1 filha   |
| Anita Shakya         | Sikamoobahal | 1978-1984        | Solteira                   |
| Rashmila Shakya      | Kwahiti      | 1984-1991        | Solteira                   |
| Amita Shakya         | Asanbahal    | 1991-2001        | Solteira                   |
| Preeti Shakya        | Itumbahal    | 2001-2008        | Solteira                   |
| Matani Shakya        | Kathmandu    | 2008-presente    | Solteira                   |
| -------------------- | ------------ | ---------------- | -------------------------- |

As Kumaris marcadas com "*" já faleceram.

## Kumaris de Bhaktapur

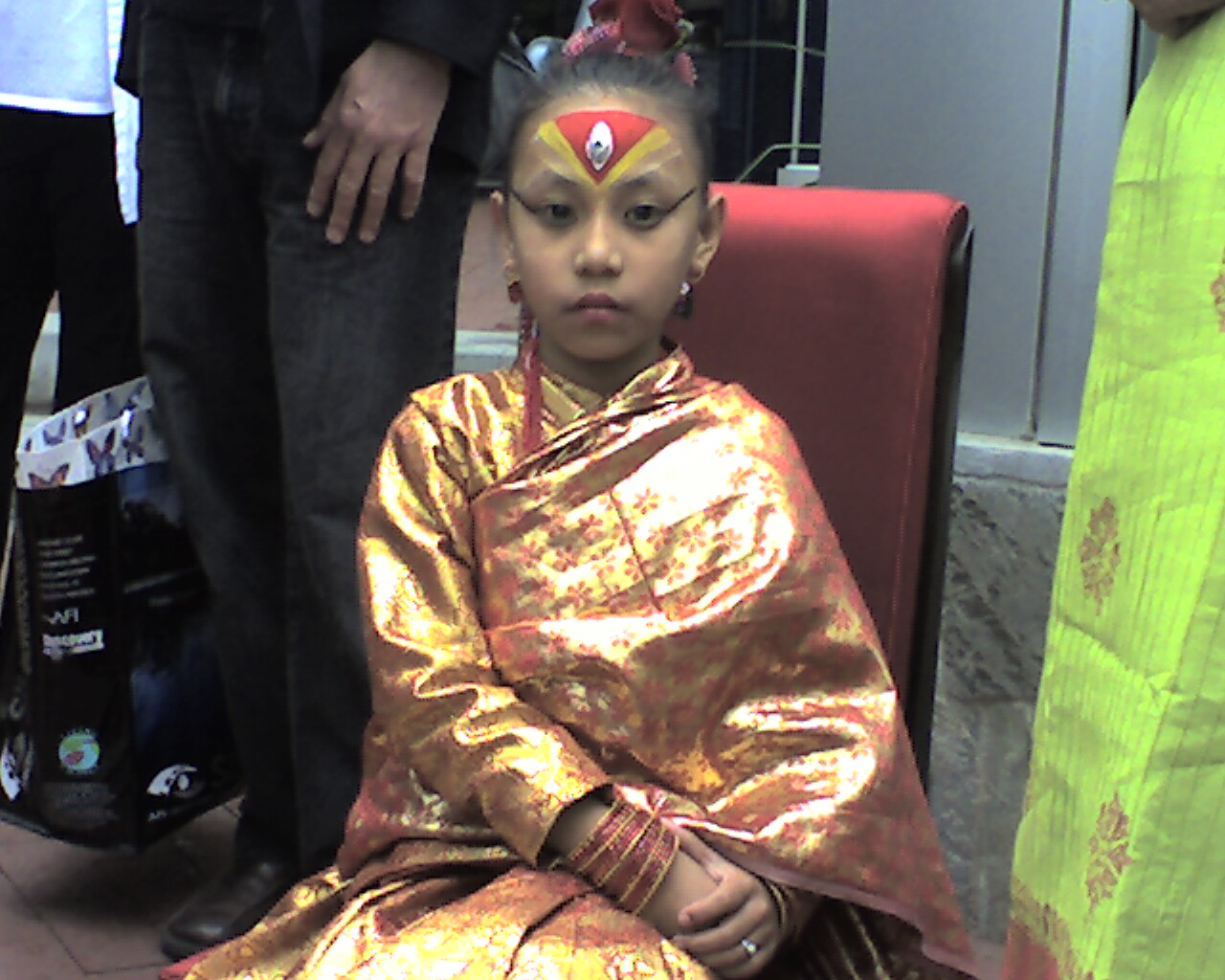
Sajani Shakya, na época em que era a Kumari de Bhaktapur

A ex-Kumari de Bhaktapur, Sajani Shakya, se envolveu em controvérsia devido a uma viagem não-autorizada aos EUA em junho de 2007 ,,.
Sua sucessora (desde o final de setembro de 2008) é Shreeya Bajracharya, na época com seis anos , escolhida com a aprovação do recente governo maoísta.